# Ciudad Tecún Umán
Ciudad Tecún Umán es una ciudad guatemalteca perteneciente al Departamento de San Marcos, en el extremo occidental en la frontera con México, está localizada a orillas del río Suchiate que la separa de la ciudad mexicana de Ciudad Hidalgo. Es la cabecera del Municipio de Ayutla. Cuenta con el puente Rodolfo Robles y con otro puente para el ferrocarril que cruzan el río y llevan a Ciudad Hidalgo, en Chiapas, México.

## Historia
La actual Ciudad de Tecún Umán, fue un poblado de origen prehispánico al cual lo conocían los Kichés como “Ayutekat” o lugar acuoso de la costa de Petatayub, habitado por indígenas mexicanos que llegaron del Valle de México. Fue en tiempos del Virreinato, Cabecera del Curato de Soconusco y en 1824 pasó a ser Aldea del Municipio de Mariscal (Soconusco), por arreglos limítrofes que se hacen en 1882 durante la Administración del General Justo Rufino Barrios, pasó a ser municipio del Departamento de San Marcos, Guatemala con la denominación de Puerto Fluvial de Ayutla, y habitantes mexicanos de ella que no quisieron perder su nacionalidad resolvieron cruzar el río y establecer una nueva población en México, lo cual provocó una baja en su población, perdiendo su calidad municipal e integrándose como Aldea del Municipio de Catarina. En 1928 se procede a repoblarlo con fuerzas militares, creándose la Capitanía del Puerto Fluvial de Ayutla, que recobra su calidad municipal, llegando poco después los empleados de Aduanas y los Trabajadores de migración, fue aumentando la población que en 1949 cobra fama por ser el lugar donde se gestó la revuelta del Doctor Adolfo Trangay, para derrocar al Gobierno del Doctor Juan José Arévalo Bermejo.
El 23 de febrero de 1960 por Decreto Presidencial, la Cabecera Municipal cambia de nombre por el de Ciudad Tecún Umán, conservándose el nombre geográfico del Municipio de Ayutla. En 1974 se inaugura el Puente Internacional «Dr. Rodolfo Robles» sobre el río Suchiate; esta obra hace superpoblar a la región pues constituye la puerta de ingreso del turismo de Norteamérica y de la constante emigración hacia los Estados Unidos de salvadoreños, hondureños, nicaragüenses y demás centroamericanos que durante su corta o larga estancia en la ciudad, forman la población flotante con todos sus desaciertos. También Ciudad Tecún Umán se ha convertido en Mercado de primer orden, debido a la industrialización de México que tiene que surtirse aquí de artículos de primera necesidad.

## Actualidad

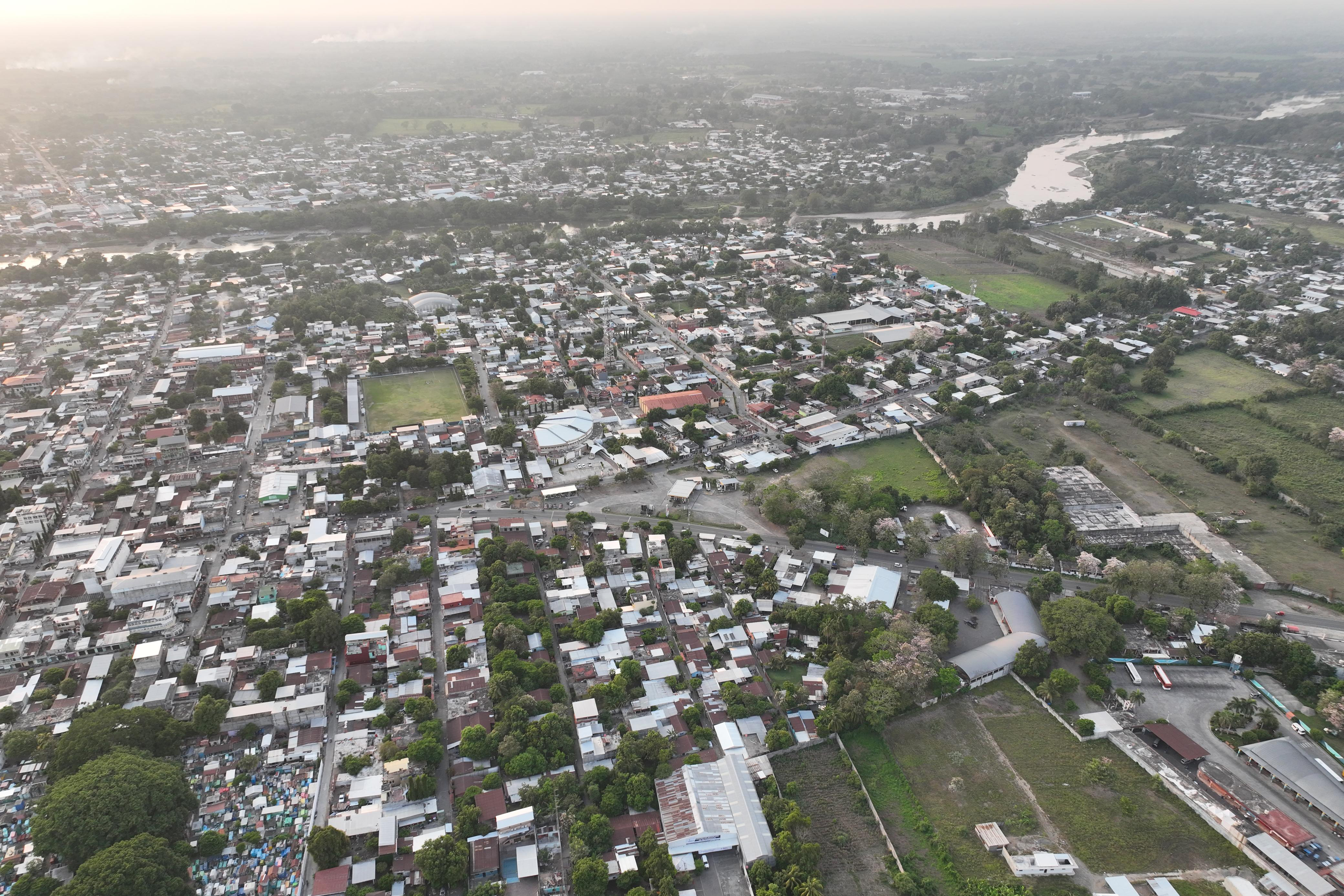
Vista aérea del área colindante al río Suchiate y México

Actualmente, Ciudad Tecún Umán es el principal punto fronterizo entre Guatemala y México. La zona representa una frontera porosa, la circulación en el área colindante con el río Suchiate es prácticamente libre pero la seguridad incrementa en las carreteras y caminos conforme se adentran en territorio mexicano. Los ríos y caminos están fuertemente custodiados pero la migración ilegal sigue siendo alta.
Por la ciudad pasan mensualmente cientos de centroamericanos que emprenden un viaje, a veces sin retorno a Estados Unidos.